# Pedro Rodríguez (Kardinal)

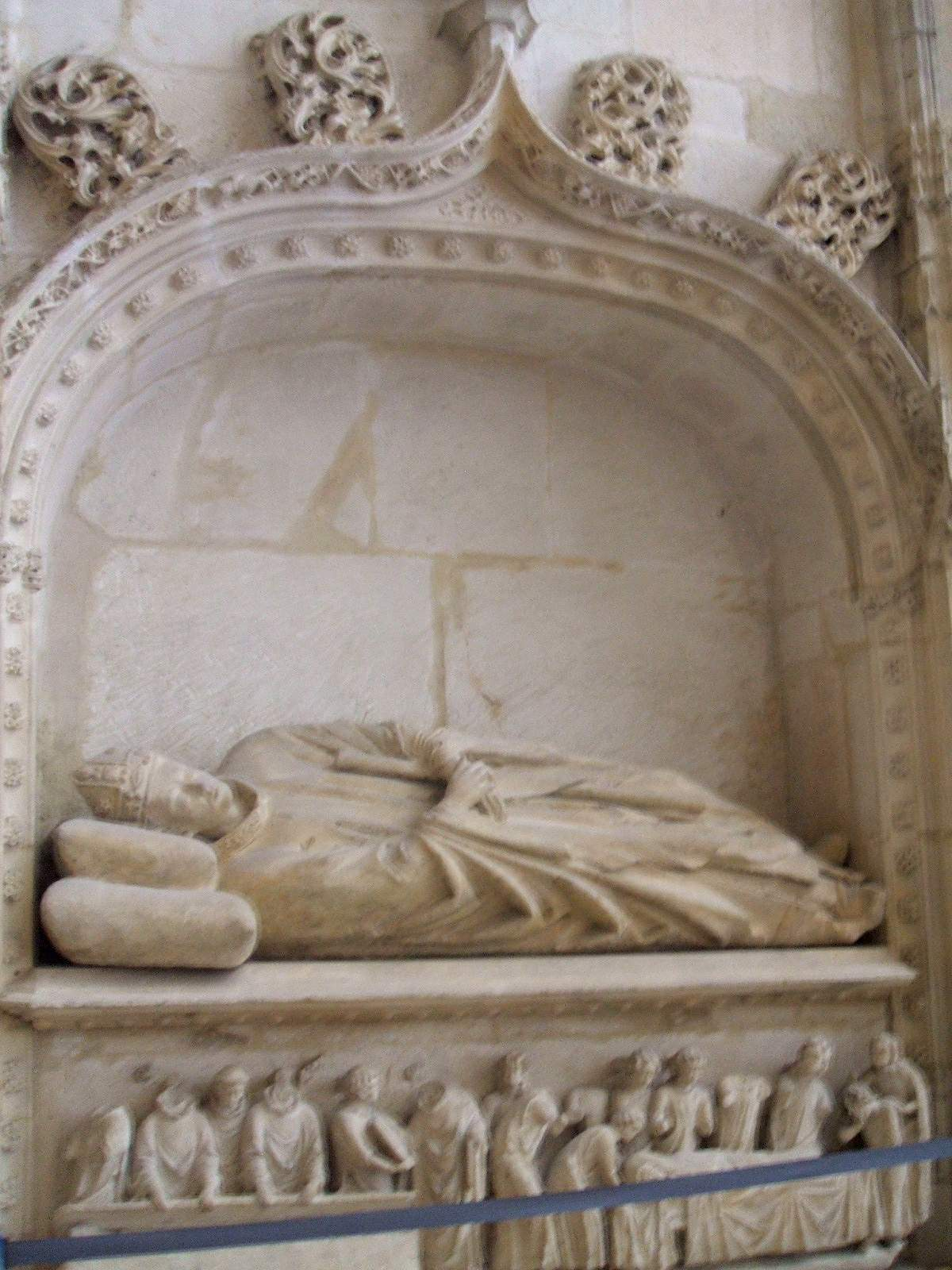
Gotisches Grabmal des Kardinals in der Kathedrale von Burgos

Pedro Rodríguez († 20. Dezember 1310 in Avignon) war ein Kardinal der Römischen Kirche und Bischof von Burgos.

## Laufbahn
Der Kanoniker des Domkapitels von Burgos wurde am 13. Juni 1300 zum Bischof von Burgos gewählt und kurz darauf auch zum Bischof geweiht. Papst Bonifaz VIII. machte ihn am 15. Dezember 1302 zum Kardinalbischof von Sabina und Administrator der Titelkirche Ss. Giovanni e Paolo. Am 15. Februar 1308 wurde er Gouverneur der Stadt Terni, später war er auch als päpstlicher Legat in England.
Sein Leichnam wurde von Avignon nach Rom überführt.